# Tempera (L'Aquila)
Tempéra è una frazione della città italiana dell'Aquila distante circa cinque chilometri ad est del capoluogo, lungo la strada statale 17 bis che da Bazzano-Paganica sale a Campo Imperatore passando per Camarda, Assergi e Fonte Cerreto, originariamente compresa nel comune soppresso di Paganica, con cui oggi forma la decima circoscrizione. Conta circa 900 abitanti ed è ubicato ad un'altitudine di circa 632 metri, sotto il massiccio del Gran Sasso.

## Storia
Non si hanno notizie certe sulla fondazione di Tempéra sebbene la sua presenza è testimoniata già nel IX secolo da alcuni scritti e dal reinvenimenti di opere d'origine franco-longobarda nella chiesa parrocchiale di San Biagio. Nel XIII secolo compare su alcuni scritti con il nome di Intervera, in riferimento al fiume Vera che scorre nelle vicinanze e, sempre nel XIII secolo, partecipò con altri castelli del contado alla fondazione dell'Aquila.
Da quel momento le sue vicende sono legate a quelle della vicina Paganica sino alla definitiva unione dei territori nel XVIII secolo con la creazione del circondario di Paganica facente riferimento al Distretto di Aquila. In seguito all'unità d'Italia Paganica (con Tempéra) divenne comune autonomo. Nel 1927 infine, nell'ambito del progetto denominato Grande Aquila, si procede alla soppressione del comune di Paganica ed alla definitiva riunificazione del suo territorio con quello dell'Aquila.
Nel 2009 la frazione è una delle più colpite dal terremoto dell'Aquila per un totale di otto vittime, molteplici crolli e la pressoché totale distruzione del nucleo storico del paese; in seguito alla scossa si è registrato inoltre un abbassamento ed uno spostamento delle sorgenti del fiume Vera.

## Monumenti e luoghi d'interesse
Il paese presenta un interessante centro storico d'origine longobarda con palazzi nobiliari, tra cui si cita il Palazzo Vicentini. Di origine cinquecentesca, e ricostruite dopo il terremoto del 1703, sono anche le cartiere ed i mulini disposti lungo il percorso del fiume Vera; almeno due di essi hanno subito danni ingenti dal terremoto del 2009. Tra i più famosi monumenti c'è lo storico Mulino Gasbarri che vede cominciare la sua storia nel 1857 con il mugnaio Giuseppe Gasbarri. Il mulino ha subito forti danni in seguito al sisma del 2009 ma dal settembre del 2018 ha ripreso a macinare.

### Riserva naturale del fiume Vera
Lo stesso fiume, da cui deriva il nome del paese e le cui sorgenti sorgono a poca distanza dall'abitato, è dal 1983 area protetta a carattere regionale, conosciuta come Riserva naturale regionale Sorgenti del Fiume Vera; essa si estende per oltre 30 ettari lungo l'omonimo fiume e presenta itinerari naturalistici pedonali e ciclabili.

### Chiese
Chiesa  parrocchiale di San Biagio o Santa Maria del Rosario
Tra le architetture religiose si cita la chiesa parrocchiale di San Biagio, in cime al borgo vecchio,risalente al periodo precedente l'anno mille ma più volte restaurata, che presenta un interessante portale con decorato, nell'architrave, il Sacrificio di Abramo ed altre raffigurazioni risalenti al XII secolo. La chiesa è stata completamente distrutta dal terremoto del 2009, il.portale romanico è stato salvato e messo in sicurezza, in attesa della ricostruzione. La chiesa aveva aspetto barocco, dopo la ricostruzione post terremoto del 1703, che aveva lasciato di originale solo il portale romanico, con lunetta a tutto sesto. La facciata era a terminazione a capanna con finestra centrale e campanile laterale a vela. L'interno a navata unica con decorazioni a stucco. La chiesa doppione dentro le mura dell'Aquila, nel locale Tempera nel Quarto di Santa Maria, che corrispondeva all'attuale sobborgo di Via Castello. Gran parte del quartiere e la stessa chiesa di "Santa Maria di Tempera" furono abbattuti nel.1533 per la costruzione del Forte spagnolo.
Chiesa della Madonna delle grazie
sSi trova nella parte di sotto il borgo vecchio, in Via Croce. La chiesa, luogo di pellegrinaggio, risale al XVII-XVIII secolo, con semplice fecciata quadrata decorata da portale ad architrave piano in pietra, sovrastato da finestra centrale. L'interno conserva la statua votiva della Madonna.